# 聖公會基樂小學
聖公會基樂小學（英語：S.K.H. Kei Lok Primary School），創校於1983年，由聖公會小學監理委員會管理，位於香港九龍觀塘樂華邨，校舍面積約5000平方米，是一間全日制津貼小學。

## 校政管理
歷任校監
- 彭長緯先生[1]
- 黃文泰先生

歷任校長
- 盧壽柱先生（上午校）[1]
- 鍾淑芬女士（下午校）[2]
- 藍志偉先生
- 温志揚先生
- 陳智明先生

## 辦學宗旨
1. 學校本著基督博愛的精神，以『非以役人,乃役於人』的校訓為宗旨，培育學生成為負責任的好公民。
2. 培養學生自學及獨立思考能力，透過德、智、體、群、美、靈六育培 訓，發展全人教育。
3. 培育兒童認識中國文化，並發揚中華民族優良傳統。

## 歷史
1983年於觀塘區樂華邨創校，前身是兩間聖公會設於徙置大廈地下的小學－黃大仙徙置區的基信學校及觀塘新區的聖巴拿巴學校。創校初期學校分為上午校和下午校，為響應香港政府的全日制學校政策，於2003年9月開始轉為全日制小學：下午校留在原址，上午校則遷往九龍灣的新建校舍，並易名聖公會九龍灣基樂小學。

## 校舍設施

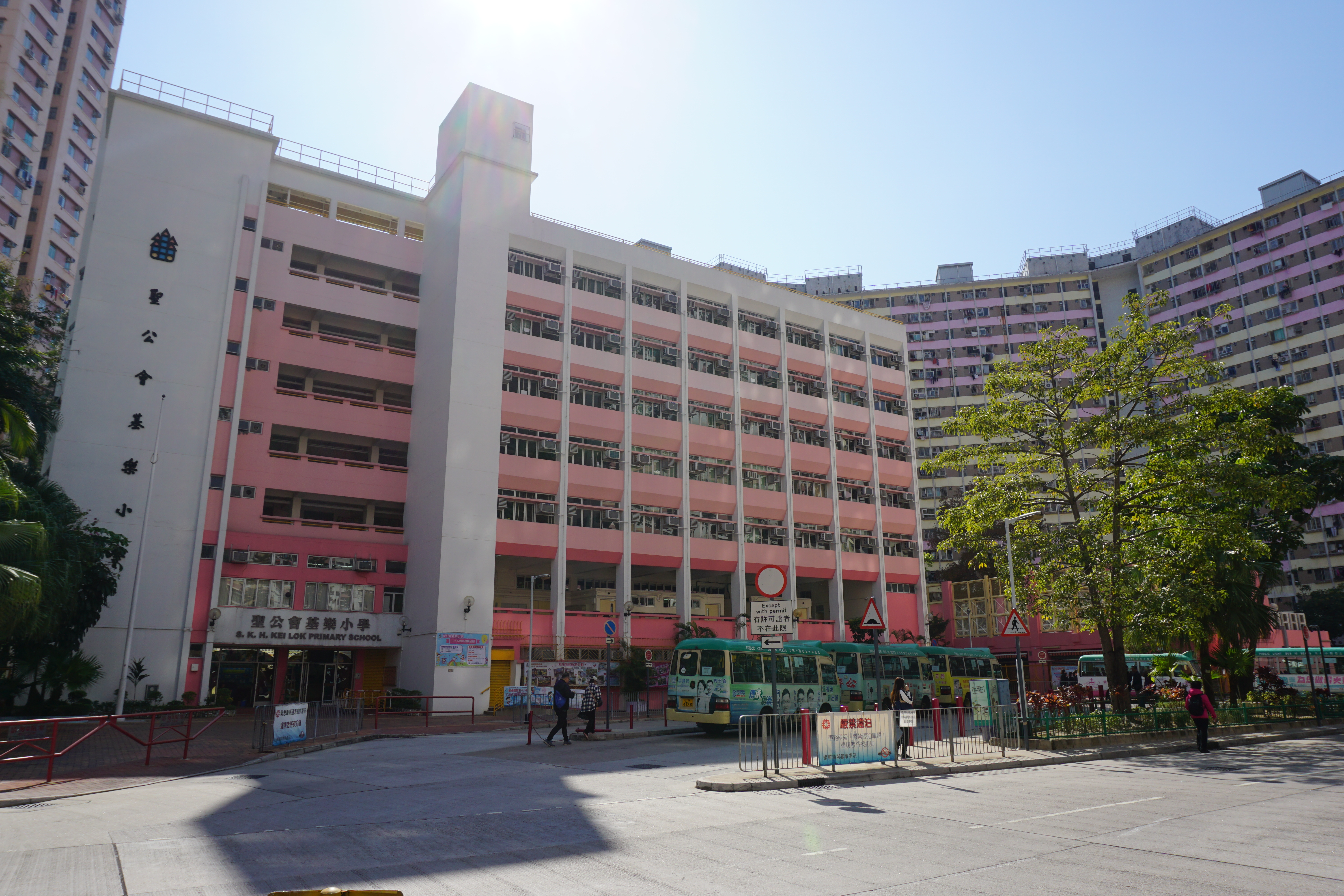
校舍北面

學校設有24間課室、禮堂、操場、電腦室、音樂室、英語室、視藝室、舞蹈室、活動室、輔導教學室、醫療室、教員休息室等等。另外更有為支援有特殊學習需要人士的設施：例如電梯和傷殘人士洗手間。（禮堂、課室及特別室有空調設備，並已安裝資訊網絡作教學用途）

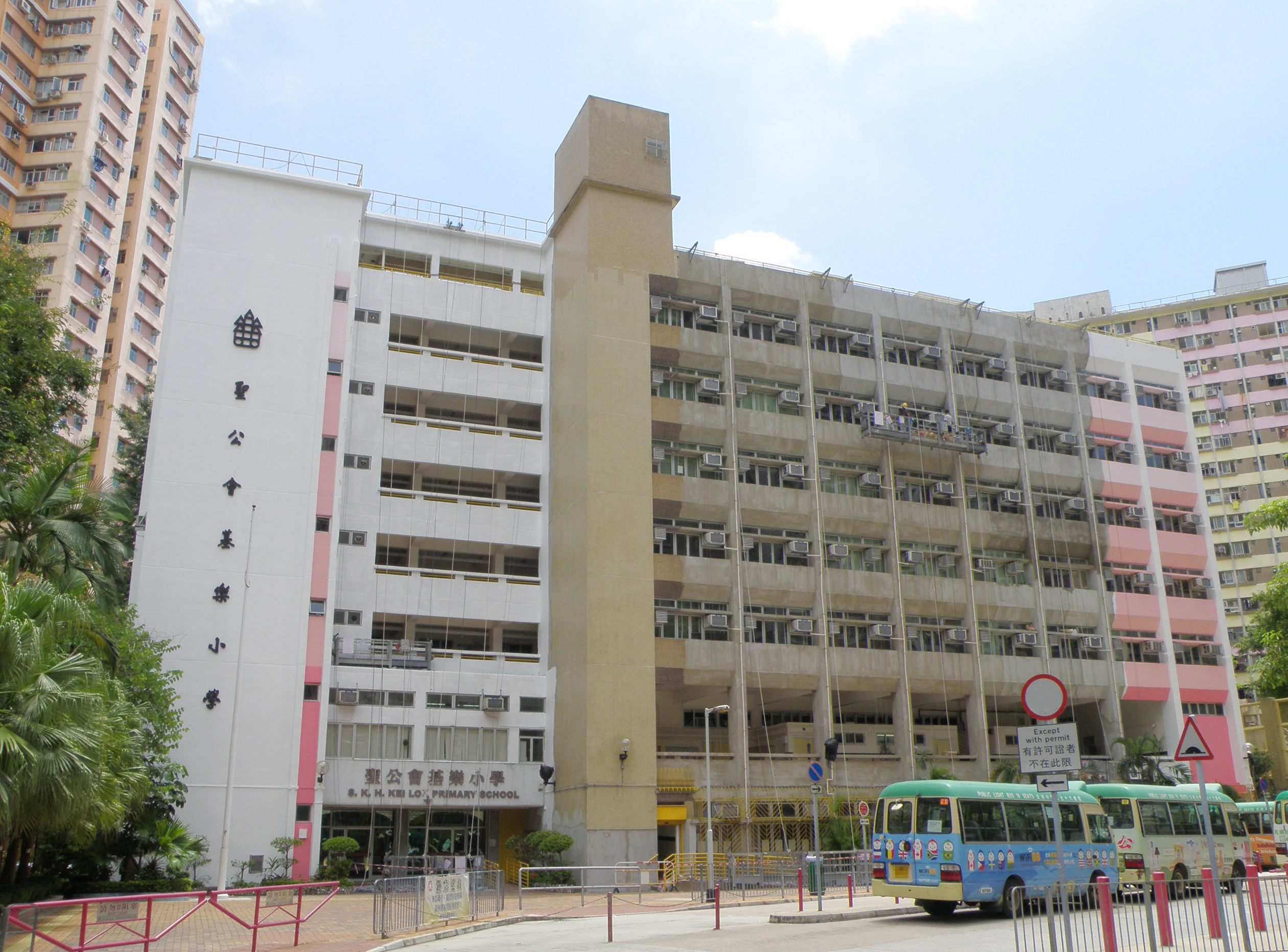
翻油中的校舍
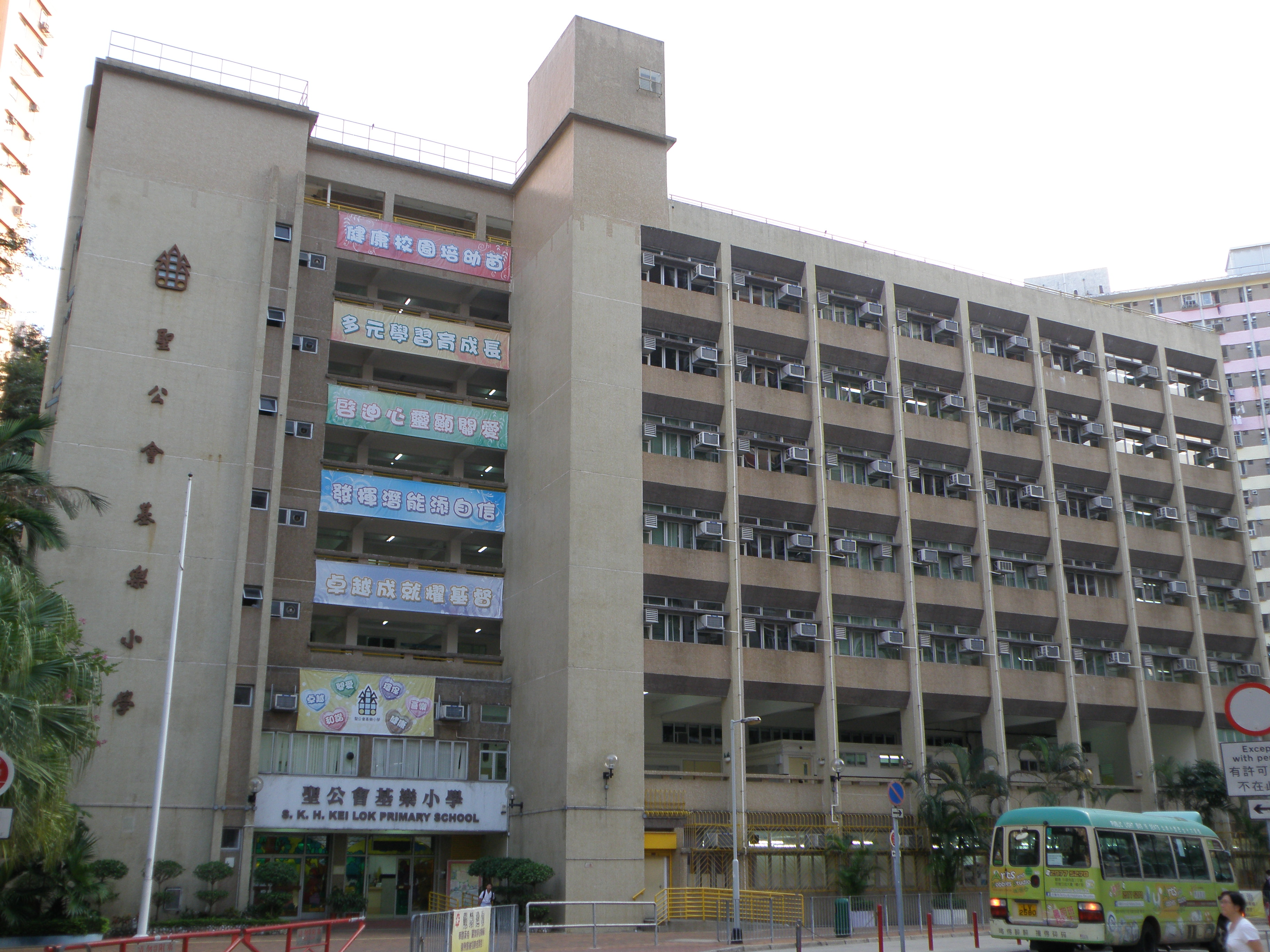
翻油前的校舍

## 著名/傑出校友
- 李雨陽（1991年）：香港男演員
- 趙樂賢（1991年）：香港男演員
- 王君萍（1991年）：香港健美運動員
- 許志傑（1991年）：2016年淘大工業村迷你倉大火事件殉職消防隊目[3]
- 蕭慶峰（2000年）：藝名薑檸樂，業餘填詞唱作人，Youtuber。
- 歐陽耀冲（2001年）：香港職業足球員
- 柳應廷（2004年）：香港歌手、男子組合Mirror成員
- 顧定軒（2006年）：香港男演員[4]
- 炎明熹（2017年）：香港女歌手及演員，女子組合After Class成員之一。[5]